# Cartoon Network (Ý)
Cartoon Network là một kênh truyền hình giải trí trực thuộc Turner Broadcasting System Europe, một công ty con của Time Warner. Kênh chủ yếu chiếu phim hoạt hình. Phiên bản tiếng Ý ra đời vào 31 tháng 7 năm 1996.

## Logos

Cartoon Network logo từ 31 tháng 7 năm 1996 đến 11 tháng 9 năm 2006
Cartoon Network logo từ 11 tháng 9 năm 2006 đến 29 tháng 11 năm 2010
Cartoon Network logo từ 29 tháng 11 năm 2010 đến nay